# Terremoto de Kamakura de 1293
El terremoto de Kamakura de 1293 en Japón ocurrió alrededor de las 06:00 hora local del 27 de mayo de 1293. Tuvo una magnitud estimada de 7,1 a 7,5 y provocó un tsunami. El número estimado de muertos fue de 23.000. Ocurrió durante el período Kamakura y la ciudad de Kamakura sufrió graves daños.
En la confusión que siguió al terremoto, Hōjō Sadatoki, el shikken del shogunato de Kamakura, llevó a cabo una purga contra su subordinado Taira no Yoritsuna. En lo que se conoce como el Incidente de la Puerta Heizen, Yoritsuna y 90 de sus seguidores fueron asesinados.
Se ha sugerido que la referencia a un gran tsunami puede ser incorrecta, aunque se ha encontrado un depósito de tsunami que es consistente con esta edad.